# Cincinnatus Leconte

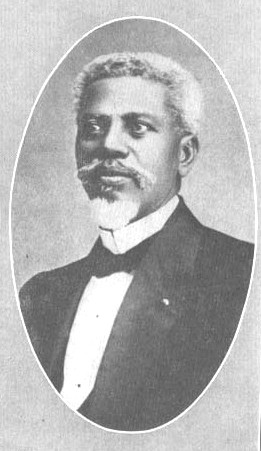
Cincinnatus Leconte

Jean-Jacques Dessalines Michel Cincinnatus Leconte, född 29 september 1854 i Ouanaminthe, Haiti, död 8 augusti 1912 vid en explosion i Nationalpalatset, var högste chefen för Revolutionen från 24 juli 1911, och utsågs 14 augusti 1911 till Haitis president, en post han hade fram till sin död.